# Ga Sông Phan
Ga Sông Phan là một nhà ga xe lửa tại xã Sông Phan, huyện Hàm Tân, tỉnh Bình Thuận. Nhà ga là một điểm trên tuyến đường sắt Bắc Nam nằm giữa ga Suối Vận và ga Sông Dinh. Lý trình ga: Km 1582 + 860.